# Sychrova
Sychrova (též Sychrova hora či Sychrovka) je 289 m n. m. vysoký vrch v okrese Pardubice Pardubického kraje. Leží asi 1,5 km jihovýchodně od obce Ostřetín na katastrálním území podřazené vsi Vysoká u Holic.
Přibližně 500 metrů západně od Sychrovy leží jakési její dvojče, vrch Chmelnice (283 m n. m.). Na rozdíl od Sychrovy je odlesněný a s kruhovým výhledem do kraje.

## Geomorfologické zařazení
Geomorfologicky vrch náleží do celku Východolabská tabule, podcelku Pardubická kotlina a okrsku Holická tabule, jehož je to nejvyšší bod.